# Insurrection marxiste au Paraguay
L'insurrection marxiste au Paraguay, également connue sous le nom d'insurrection de l'Armée du peuple paraguayen, est une insurrection armée en cours dans le nord-est du Paraguay. Elle oppose le gouvernement paraguayen, soutenu par les États-Unis et la Colombie contre des groupes de guérilla d'extrême gauche ayant pour objectif de prendre le pouvoir et instaurer un régime d'inspiration marxiste-léniniste.
L'insurrection a débuté en 2005, après que plusieurs membres du parti Patria Libre (en) ont formé l'Armée du peuple paraguayen (APP). Le gouvernement du Paraguay soupçonne l'APP d'avoir des liens avec le groupe rebelle colombien des FARC,. Deux groupes dissidents de l'APP, l'Association paysanne armée (en) (APA) et l'Armée du maréchal López (AML), ont également lancé des campagnes armées distinctes contre le gouvernement.

## Déroulement

### Contexte
Le Paraguay a été dirigé par la dictature d'Alfredo Stroessner de 1954 à 1989. La dictature a participé à l'opération condor ayant pour but de traquer et éliminer les opposants au régimes dictatoriaux sud américains et militants de gauche. La chute de la dictature en 1989 a entrainé le développement rapide de groupes politiques de gauche auparavant interdits. En 1990, l'actuel leader de l'APP, Oviedo Britez, s'est inscrit à la faculté de théologie de l'Université catholique d'Asunción.

### Constitution de l'APP
En 1992, Britez a été exclu de ses études de théologie, s'intéressant de plus en plus au changement politique à travers la lutte armée révolutionnaire. Britez, Juan Arrom Suhurt et la fiancée de Britez, Carmen Villalba, créèrent le noyau du parti Patria Libre (en), le précurseur de l'Armée du peuple paraguayen. Entre 1995 et 1996, Britez et Villalba auraient reçu une formation militaire du Front patriotique Manuel Rodríguez du Chili.
En 1997, le groupe a procédé à son premier acte de résistance en tentant sans succès de braquer une banque dans la ville de Choré (en). Les six braqueurs ont été arrêtés par une unité de police locale et ont ensuite été condamnés à une peine de trois ans. Après la libération de ses membres début 2000, le groupe a lancé une campagne de recrutement et a choisi les enlèvements comme principale source de financement.
Sa première action significative fut l'enlèvement en 2001 de María Edith Bordón de Debernardi. Son mari, l'homme d'affaires Antonio Debernardi, a payé 1 million de dollars pour sa libération. Le 2 juillet 2004, la police a capturé Oviedo Britez et Carmen Villalba à Ñemby, dans la banlieue d'Asunción. Une perquisition au domicile du couple dans la ville de San Lorenzo a suivi l'arrestation; du matériel de renseignement et des manuels d’exploitation ont été saisis. Après l'arrestation de Britez et de Villalba, Osmar Martínez et Osvaldo Villalba sont devenus les nouveaux commandants de terrain du PL.

### Actions majeures
En 2004, le groupe a kidnappé Cécilia Cubas (en), la fille de l'ancien président paraguayen Raúl Cubas. Malgré une rançon de 300 000 dollars, les ravisseurs l'ont tuée. Après le démantèlement du PL par les forces de sécurité en 2005, plusieurs membres ont décidé de séparer la branche armée, l'APP, pour poursuivre la lutte armée, adoptant son nom actuel en 2008.
L'idéologie de l'APP a été décrite pour la première fois dans un livre Francist 21st Century Revolution (« Révolution franciste du XXIe siècle ») , écrit par Britez en prison. Le livre porte le nom de José Gaspar Rodriguez de Francia, dictateur qui a régné sur le Paraguay entre 1814 et 1841, et incorpore des éléments du bolivarisme et du marxisme-léninisme. La majorité des membres de l'APP appartiendraient à huit familles. Malgré sa taille limitée, l'APP bénéficie du soutien des populations locales dans les zones qu'il contrôle.

### Développements ultérieurs
Outre le recours aux enlèvements, l'APP s'est également livré à des vols de bétail, des extorsions, des vols et du trafic de drogue. Cette dernière a été facilitée avec l'aide des FARC ; bien que l'APP n'ait initialement extorqué que les producteurs de drogue, des rapports indiquent l'existence de propres plantations de marijuana. Un communiqué de l'APP a nié toute implication dans le trafic de drogue, accusant le gouvernement paraguayen de propagande.
En août 2014, les combattants de l'APP Albino Larrea et Alfredo Jara Larrea ont formé une faction dissidente, l'association paysanne armée (en) . L'effectif initial de l'APA s'élevait à 13 combattants, mais pas moins de cinq d'entre eux auraient été tués lors d'affrontements avec les forces de sécurité en septembre 2014. L'APA a disparu en 2016 après que le reste de ses militants ont été tués par le gouvernement en 2015. Une autre faction dissidente de l'APP s'est formée, l'armée du maréchal López (AML), dont certains membres ont ensuite reconstitué l'APA en 2017.
En 2015, l'ancien camarade des fondateurs de l'APP et ex-membre Cristóbal Olazar a critiqué le gouvernement paraguayen pour avoir utilisé le groupe et n'avoir pas honnêtement tenté de mettre fin à son existence. Il soutient que le gouvernement utilise son existence comme excuse pour accroître ses budget et que des fonctionnaires corrompus puissent participer au trafic de drogue de l'APP.
En 2018, l'APP a commencé à perpétrer des attaques contre des communautés mennonites situées dans des zones stratégiques pour le trafic de marijuana. Ces zones sont également contestées par les gangs brésiliens Comando Vermelho et Premier commando de la capitale.

## Chronologie

### 2005
Le 27 août, deux policiers ont rencontré un groupe de l'APP dans la zone de Yasy Cañy, dans le département de Canindeyú. L'accrochage qui en a résulté a entraîné la mort d'un policier.

### 2008
Le 31 juillet, cinq combattants ont enlevés le propriétaire d'une ferme, Luis Alberto Lindstron ; l'incident a eu lieu dans la zone de Kuruzú de Hierro. Deux rebelles ont été blessés après un échange de tirs avec les forces de sécurité, alors que les ravisseurs se retiraient.
Le 12 septembre, Alberto Lindstron a été libéré après que ses proches aient payés une rançon de 120 000 dollars.

### 2009
Le 1er août, la police a découvert un campement forestier de l'APP dans le département de Concepción. Les occupants ont réussi à s'enfuir après avoir brièvement tiré. De la nourriture, des plans d'actions futures et environ 27 900 dollars ont été saisis.[réf. nécessaire]
Le 29 août, des militants de l'APP ont fait exploser un engin piégé au palais de justice du Paraguay. L'explosion a causé des dégâts matériels mineurs.[réf. nécessaire]
Le 15 octobre, des insurgés ont enlevé Fidel Zavala, un éleveur de la région de Concepción. Avant de partir, les rebelles ont piégé le véhicule de Zavala; deux policiers ont été blessés alors qu'ils enquêtaient sur sa disparition.
Le 31 décembre, des membres de l'APP ont attaqué un petit avant-poste militaire dans le département de San Pedro , volant des armes et l'ayant incendié.[réf. nécessaire]

### 2010

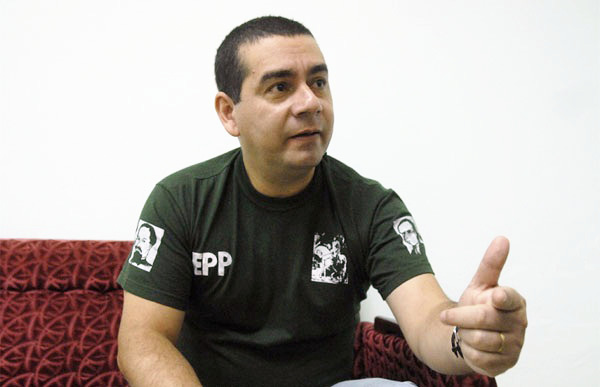
Oviedo Brítez en 2012, leader de l'APP.

Début janvier, Fidel Zavala a été libéré à la suite du versement d'une rançon de 550 000 dollars. Trente bovins ont également été distribués aux communautés pauvres de Concepción.
Le 21 avril, une fusillade entre des membres de l'APP et les forces de sécurité à Arroyito a fait un mort policier et trois gardes privés.
En mai, quatre agents de sécurité ont été tués par des combattants de l'APP après avoir accidentellement découvert un campement du groupe. À la suite de l'incident, l'état d'urgence de 30 jours a été déclaré dans cinq provinces, avec 3 000 soldats et policiers déployés pour combattre les rebelles,.
En juillet, un combattants de l'APP a été tué dans une fusillade avec la police.
Le 22 septembre, à Hugua Ñandú, un assaillant armé a tiré sur un véhicule de patrouille de la police. L'attaque a endommagé les vitres du véhicule mais n'a fait aucune victime. Aucun groupe n'a revendiqué la responsabilité de l'attaque, mais les autorités soupçonnent l'APP d'en être responsable,.
Le 24 septembre, Nimio Cardozo et Gabriel Zárate Cardozo, membres de haut rang de l'APP, ont été tués lors d'une opération de police.

### 2011
Le 12 janvier, sur la place Carlos Antonio López et dans les locaux de la télévision Cerro Cora, dans la région d'Asunción, des militants non identifiés ont placé un engin explosif improvisé dans une poubelle. Par la suite, la police a découvert et désactivé l'explosif en toute sécurité, évitant ainsi des victimes ou des dommages matériels. Aucun groupe n'a revendiqué la responsabilité, même si les autorités pointent du doigt l'APP.[réf. nécessaire]
Le 17 janvier, des engins explosifs posés par des militants de l'APP ont blessé cinq personnes dans la ville d'Horqueta[réf. nécessaire]
Durant le mois d'avril, un policier et trois employés d'un ranch ont été tués par des combattants de l'APP.
Le 25 janvier dans la ville de San Juan Nepomuceno (en), l'homme politique local Julio Rubén Pereira a été enlevé par des militants de l'APP. L'organisation a exigé un million de dollars à la famille de Pereira pour sa libération ou, comme alternative, a exigé que le gouvernement paraguayen libère Miguel López Perito, chef du Mouvement du 10 avril. Le 29 janvier, vers 4 heures du matin, Peira a réussi à s'échapper de sa captivité et est rentré chez lui. L'APP a revendiqué la responsabilité par courrier électronique,.
En mai, Jesús Ortiz, coordinateur logistique de l'APP, a été arrêté.[réf. nécessaire]
En juillet, l'APP a revendiqué le sabotage de machines agricoles dans une ferme dans le département de Concepción.
Le 21 septembre, deux policiers ont été tués dans une attaque de l'APP d'un avant-poste près d'Horqueta (en) avec des explosifs et des armes automatiques. Les insurgés auraient volé des armes et des munitions dans le campement avant de s'enfuir.

### 2012
En septembre, un policier a été tué et un autre grièvement blessé après une attaque de l'APP dans la ville d'Azotey (en).
Le 13 octobre, un engin explosif a explosé sur la propriété d'Arturo Urbieta, un maire local près d'Horqueta. L'appareil visait une tour de transport d'électricité de l'administration national de l'électricité (en) dans la région. Aucune victime n’a été reporté. L'APP a revendiqué l'attaque,,.
Le 16 novembre, les autorités paraguayennes ont arrêté trois membres de la branche logistique de l'APP dans la région de Tacuatí (en).

### 2013
Le 19 février, des hommes armés ont ouvert le feu sur Benjamin Lezcano, leader du Comité des travailleurs ruraux devant son domicile à Concepción. Lezcano a été tué dans l'attaque. L'APP a revendiqué la responsabilité de l'attaque.
Le 21 avril, une bombe artisanale a explosé près d'une patrouille de police à Azotey. Un officier a été tué et trois autres ont été blessés lors de l'attaque.
Des assaillants armés ont attaqué un commissariat du département de Concepción. Un assaillant a été tué et deux policiers ont été blessés dans l'échange de tirs qui a suivi. L'attaque a été commise en réponse au meurtre d'un dirigeant paysan local,.
Le 30 mai, l'ancien maire de Tacuatí, Luis Alberto Lindstron, a été assassiné.
En juin, un éleveur a été tué par des membres de l'APP.
En août, cinq personnes ont été tuées par des militants présumés de l'APP près de San Pedro de Ycuamandiyú.
Le 15 août, le nouveau président du Paraguay, Horacio Cartes, a annoncé une offensive contre l'APP, déployant 400 soldats dans le nord du pays.
Le 17 août, des assaillants ont enlevé six personnes dans un élevage de bétail à Tacuatí. Les assaillants ont tué cinq des personnes enlevées, mais l'une d'elles s'est échappée ou a été relâchée et a signalé l'incident à la police. Les assaillants ont ensuite tendu une embuscade à la police lorsque les policiers ont riposté, blessant un policier. L'APP a revendiqué cet incident,,,.
Le 1er octobre, des assaillants ont fait exploser un engin piégé et ouvert le feu sur un véhicule transportant des formateurs en droits humains près de Tacuatí. Au moins un policier a été tué et sept autres personnes ont été blessées lors de l'attaque,.
Le 10 octobre, des assaillants ont fait exploser des engins explosifs et ouvert le feu sur des véhicules de police à Horqueta. Le chef de la police, Manuel Escurra, a été tué et deux autres policiers ont été blessés lors de l'attaque. Lors d'un autre incident, des militants ont tenté d'enlever un éleveur à Horqueta. L'issue de la tentative d'enlèvement est inconnue,,.
Le 8 décembre, des combattants de l'APP ont tué un éleveur et un sergent de l'armée de l'air paraguayenne lors de deux attaques distinctes,.

### 2014
Le 2 avril, deux combattants de l'APP et un soldat paraguayen ont été tués après une attaque contre une propriété brésilienne dans le département de Concepción. L'un des deux membres de l'APP tué était le troisième commandant du groupe. Les insurgés ont réussi à kidnapper le fils d'agriculteurs de 16 ans lors de leur fuite.
Le 29 avril, des insurgés ont braquaient une camionnette transportant du matériel tactique de police à Horqueta. Aucune victime n'a été signalée; cependant, les assaillants ont volé des téléphones portables, de l'argent liquide et du matériel de police,.
Le 16 juin, des insurgés ont incendié le domaine de Yaguarate Hu à Tacuatí. Aucune victime n'a été signalée; cependant, le bâtiment a été endommagé lors de l'attaque,.
Le 4 et 5 juillet, un policier a été enlevé dans le nord du pays, un jour après une attaque à la bombe contre un pylône électrique près de Wye, dans le département de Concepción. L'attaque a perturbé l'approvisionnement en électricité d'environ 90 000 habitants, pour la plupart à Pedro Juan Caballero, dans le département voisin d'Amambay. Les dommages ont été estimés à plus d'un million de dollars au total,.
Le 27 juillet, des guérilleros ont ouvert le feu sur un véhicule de police à Arroyito. Aucune victime n’a été signalée.
Le 6 août, des combattants ont enlevé deux citoyens japonais à Chinguelo dans le département d'Amambay. Les deux victimes ont été libérées trois heures plus tard après avoir payé une rançon de 50 000 dollars. Le PPE a revendiqué la responsabilité de l'incident,.
Le 3 et 5 septembre, des guérilleros ont incendié l'enclos des animaux de La Novia à Arroyito. Aucune victime n’a été signalée. Deux jours plus tard, des insurgés ont attaqué un autre ranch à Arroyito,,.
Le 8 septembre, une faction s'est séparée de l'APP pour former l'Association paysanne armée (en) (APA), qui poursuit également le combat contre le gouvernement paraguayen. Dirigé par les frères Albino et Alfredo Jara Larrea, le groupe comptait environ 13 combattants au moment de sa fondation.
Le 12 septembre, une équipe anti-insurrectionnelle des Fuerzas de Tarea Conjunta (FTC) a effectué une descente dans une maison du département de Concepción. Deux membres présumés de l'APP ont été tués lors du raid.
Le 19 septembre, trois membres de l'APA ont été tués et deux autres blessés lors d'un affrontement avec des membres de la FTC.
Le 21 septembre, un membre de l'APA a été tué lors d'un raid de la FTC.
Le 26 novembre, des guérilleros ont fait exploser un engin explosif sur un fourgon militaire à Cuero Fresco. Deux soldats ont été tués et au moins un autre a été blessé dans l'explosion. Aucun groupe n'a revendiqué la responsabilité de l'incident,.
Le 29 décembre, des insurgés ont ouvert le feu sur un véhicule civil à Yby Yaú (en). Une personne a été blessée lors de l'attaque. Aucun groupe n'a revendiqué la responsabilité de l'incident; cependant, des sources ont attribué l'attaque à l'APP.
Le 30 décembre, l'APP a libéré Arlan Fick, retenu en otage depuis son enlèvement en avril. Une rançon de 500 000 dollars a été versée aux insurgés et 50 000 dollars de nourriture ont également été distribués à deux communautés locales dans le cadre de l'accord.

### 2015
Le 5 janvier, Albino Jara Larrea, l'un des dirigeants de l'APA, a été tué dans une fusillade avec les forces de sécurité paraguayennes dans le département de Concepción.
Le 25 janvier, des membres de l'APP ont attaqué et incendié en partie une ferme à Azotey. Personne n'a été blessé lors de cette attaque, qui était le deuxième incident de ce type au même endroit en moins d'un mois. Dans une note manuscrite laissée sur les lieux, les guérilleros ont exigé que le propriétaire de la ferme paie une « amende » de 300 000 dollars et distribue gratuitement de la viande de bœuf aux communautés locales en guise de punition pour une prétendue déforestation avant le 6 février, inscrivant que « la nature ne nous appartient pas; elle est seulement empruntée aux générations futures »,.
Le 30 janvier, les autorités paraguayennes ont découvert les corps criblés de balles d'un couple allemand enlevé la veille et de quatre ouvriers locaux dans une ferme d'Yby Yaú, adjacente à celle attaquée quelques jours plus tôt. Les deux citoyens allemands vivaient dans le ranch depuis plus de 30 ans.
Le 24 mars, la police a découvert les corps de trois ouvriers agricoles du ranch Alegria à Tacuati. Une note du l'APP laissée à côté des corps mettait en garde les agriculteurs contre l'utilisation de pesticides et la possession d'armes. Un procureur du gouvernement a déclaré que les éleveurs avaient été tués alors qu'ils avaient accédé aux demandes.
Le 12 juillet, des membres de l'APP ont attaqué et tué deux policiers. Un officier de police a été tué dans une autre attaque trois jours plus tard.
Le 17 juillet, trois policiers ont été tués à proximité du lieu de l'attaque du 12 juillet par des combattants de l'APP.
Au cours de raids menés en novembre, les forces de sécurité paraguayennes ont tué quatre membres de l'APA, dont Alfredo Jara Larrea et deux autres commandants du groupe.
Le 18 décembre, lors d'une opération militaire, un agriculteur a été tué par balle près de Kurusú de Hierro, après que les soldats l'aient pris pour un membre de l'APP. En janvier 2016, sa veuve a demandé une enquête officielle sur l'incident, avec l'aide de l'ONG Servicio Paz y Justicia.

### 2016
Le 17 mai, le nouveau leader de l'APA, Idilio Morínigo, a été tué par les forces de sécurité.
Le 18 mai, un combattant de l'APA a abattu l'un de ses camarades et s'est enfui avec une somme de 260 à 300 millions de guaraní.
Le 27 juillet, des insurgés ont attaqué une ferme à 340 km au nord de la capitale Asunción, incendiant un tracteur et un camion et enlevant Franz Wiebe Boschman, un mennonite d'origine allemande. L'APP a ensuite revendiqué l'attaque et a exigé une rançon de 700 000 dollars dans un délai de 15 jours afin de libérer l'homme. Boschman a finalement été libérée par le groupe le 25 février 2017.
Le 27 août, des militants de l'APP ont tendu une embuscade à une patrouille mobile militaire, circulant sur un chemin de terre, avec une bombe en bordure de route et des fusils de combat FN FAL. L'incident a eu lieu près du village d'Arroyito. Les assaillants ont tué au total huit soldats, dont un officier et le reste des sous-officiers. Les insurgés ont volé leurs pistolet colt M4 équipées de lunettes de visée, des lance-grenades, une mitrailleuse légère et 1 500 cartouches. Il s’agit de l’attaque la plus meurtrière perpétrait par l'APP dans le conflit,,,.
Fin 2016, l’APA a été en grande partie démantelé par les forces de sécurité paraguayennes et tous ses dirigeants ont été tués.

### 2017
Le 10 janvier, des membres présumés de l'APP sont entrés dans une maison à San Pedro de Ycuamandyyú et ont attaqué deux frères mennonites dans l'optique d'une possible tentative d'enlèvement avortée, blessant l'un d'eux.
Le 6 avril, des militants de l'APP ont abattu un agent de sécurité dans un ranch dans le département de Concepción, lors d'une campagne d'assassinats visant les agents de sécurité privés dans les zones rurales.
Le 27 avril, un autre agent de sécurité a été tué dans un ranch dans le même département.
Le 24 juillet, les Justicieros de la Frontera tuent deux frères, membres de l'APP, enlevés quelques jours auparavant.

### 2018
Le 12 janvier, Abraham Fehr, un agriculteur mennonite enlevé par l'APP en 2015, a été retrouvé mort dans le département de San Pedro.
Le 31 janvier, un affrontement entre des membres de l'armée du maréchal López (EML) et des forces de sécurité a été signalé à Arroyito. Certains militants pourraient avoir été blessés.
Le 5 février, l'APP a libéré deux agriculteurs mennonites retenus en otage depuis plus de cinq mois.
Le 7 avril, un policier et un soldat paraguayen ont été blessés lors d'une attaque armée menée par des membres de l'APP à Arroyito. L'attaque a eu lieu quelques jours avant les élections générales.
Du 9 au 11 avril, une série d'accrochages entre guérilleros et forces de sécurité ont été signalés dans la municipalité d'Arroyito. Le 12 avril, les militants se sont enfuis et l'armée a capturé un camp de la guérilla. Cette opération a été durement critiquée pour l'absence de résultats malgré la forte mobilisation de l'armée et des forces d'intervention spéciale,.
Le 18 juillet, une femme a été tuée par balle et un autre civil a été blessé lors d'une attaque dans la municipalité de Tacuara. La femme été associée à l'APA,.
Le 27 juillet, une fusillade entre des membres de l'APP et des forces d'intervention a éclaté à Arroyito. Les autorités ont trouvé un camp de l'APP improvisé, du matériel tactique et des traces de sang, et soupçonnent que certains combattants ont été blessés lors de l'attaque.
Le 5 septembre, le procès du leader de l'APP Alcides Osmar Oviedo Brítez pour l'enlèvement d'Arlan Fick le 2 avril 2014 s'ouvre. Egalement le 25 septembre, Zunilda Jara Larrea et Juan Morínigo, membres de l'ancien groupe armé APA, ont commencé à être jugés pour leurs implications dans l'attaque du 27 août 2016 contre l'armée paraguayenne à Arroyito,.
Le 19 novembre, des membres de l'APP ont enlevé puis tué un agriculteur brésilien dans le département de San Pedro,.
Le 8 décembre, des membres de l'APP ont attaqué une ferme à San Vicente Pancholo, près de Général Isidoro Resquín (en). Les assaillants ont incendié trois avions d'épandage, un tracteur et un camion appartenant à une entreprise locale d'agro-élevage, mais aucun blessé n'a été signalé.

### 2019
Le 21 avril, cinq membres armés de l'APA reconstituée, quatre hommes et une femme en tenue de camouflage, ont attaqué un ranch dans le département de Concepción, incendiant plusieurs véhicules lourds, parmi lesquels deux camionnettes, une charrette, un bulldozer, et un tracteur. Aucune victime n'a été signalée,,.
Le 13 mai, une fusillade entre l'APA et des forces de sécurité près d'Alemán Cue, a entraîné la mort de Zulma Jara Larrea, sœur d'Albino et Alfredo Jara Larrea,.
Le 8 juillet, un groupe de 20 insurgés, dirigé par le leader de l'APP Osvaldo Villalba, a attaqué et incendié le ranch Ñandu'i, dans le département d'Amambay. Le directeur brésilien du ranch a été tué,.

### 2020
Le 12 juin, un militant de l'APA a été tué dans une fusillade avec les forces anti insurrectionnelles de la FTC dans le District de Loreto (en).
Le 2 septembre, l'armée paraguayenne a lancé un assaut contre un grand camp de l'APP près d'Yby Yaú (en), tuant un certain nombre de militants, parmi lesquels deux adolescentes, toutes deux résidentes argentines. Une douzaine de membres de l'APP ont fui vers la jungle. Les soldats paraguayens ont saisis un certain nombre d'armes et d'équipements. Un officier paraguayen a été blessé,. Il a été révélé plus tard que les deux adolescentes tuées étaient en réalité des cousines âgées de 11 ans qui avaient voyagé d'Argentine au Paraguay pour passer du temps avec leurs parents, membres du l'APP.
Le 9 septembre, le gouvernement paraguayen a confirmé que l'ancien vice-président Óscar Denis (en) et un de ses employés avaient été enlevés par des membres de l'APP non loin du site du camp de guérilla attaqué par l'armée la semaine précédente. La camionnette conduite par les deux hommes a été retrouvée abandonnée avec des tracts de propagande éparpillés. Les autorités pensaient que l'enlèvement était une représailles de l'APP à la suite de la mort des filles argentines la semaine précédente.

### 2021
Le 2 avril, des membres de l'APA ont tué un homme handicapé en essayant de le kidnapper.
Le 12 juin, un autre enlèvement de l'APA d'un travailleur brésiliens amène à la mort de ce dernier.
Fin juin, quatre membres lourdement armés de l'APA ont enlevé Jorge Ríos Barreto, le fils d'un propriétaire agricole dans le département de Concepción, laissant derrière lui une demande de rançon de 200 000 dollars. Le 3 juillet, le corps de Ríos a été retrouvé au bord d'une rivière voisine avec un impact de balle dans le cou.
Le 29 juillet, des combattants de l'APP ont attaqué un convoi de la FTC dans le département de San Pedro avec une bombe, tuant trois soldats.
Le 1er août, deux combattants de l'AML ont été tués lors d'un affrontement avec des militaires. Le même jour, des Justicieros de la Frontera ont tué deux jeunes frères. A proximité des corps se trouvait une lettre de menaces adressée à l'APP.
Le 3 août, des membres de l'APA ont attaqué des policiers à San Alfredo, tuant deux policiers et un garde privé.
Le 2 octobre, un combattant de l'APP a été tué dans un affrontement avec la police.
Le 19 novembre, quatre combattants de l'APA ont été tués lors d'un affrontement avec la FTC.
Le 16 décembre, un combattant de l'APA a été tué lors d'un affrontement avec la FTC. Un soldat a également été blessé lors de l'affrontement.

### 2022
Le 5 mars, trois personnes ont été kidnappées par l'APP, une a été libérée le 14 mars et les deux autres ont été retrouvées mortes le 2 avril.
Le 27 avril, dans le nord-est du pays, l'APP a attaqué un véhicule militaire avec un engin explosif improvisé, blessant trois soldats.
Le 23 octobre, lors d'un affrontement entre les militaires et des membres de l'APP, cinq personnes (deux d'entre elles étant des dirigeants présumés de l'APP, une était un membre de la guérilla et les deux autres étaient des civils) ont été tuées et un civil a été blessée.
Le 15 novembre, un militant de l'APA a été tué par le frère d'un militant de l'APP.
Le 21 novembre, l'APP a perpétrait une attaque contre une unité de police à 17 km du lieu de l'opération du 23 octobre au cours de laquelle l'un de ses dirigeants, Osvaldo Villalba, a été tué. Trois policiers ont été blessés lors de l'attaque.

## Victimes
| Année | Morts | Bléssés |
| ----- | ----- | ------- |
| 2005  | 2     | 0       |
| 2008  | 0     | 2       |
| 2009  | 0     | 2       |
| 2010  | 11    | 0       |
| 2011  | 6     | 5       |
| 2012  | 1     | 1       |
| 2013  | 20    | 16      |
| 2014  | 11    | 7       |
| 2015  | 18    | 0       |
| 2016  | 10    | 0       |
| 2017  | 4 ,   | 1       |
| 2018  | 5     | +3      |
| 2019  | 12+   | 0       |
| 2020  | 18    | 1       |
| 2021  | 19    | 1       |
| 2022  | 8     | 7       |
| Total | +145  | +46     |

De 2005 à 2022, la campagne de l'APP, de l'APA et l'AML a fait au total plus de 145 morts, la majorité d’entre eux étant des éleveurs locaux, des agents de sécurité privés et des policiers, ainsi que plusieurs insurgés. En 2015, le conflit s’est intensifié pour devenir l’année la plus meurtrière du conflit, avec 18 morts signalées,.